# Salvatore Natoli

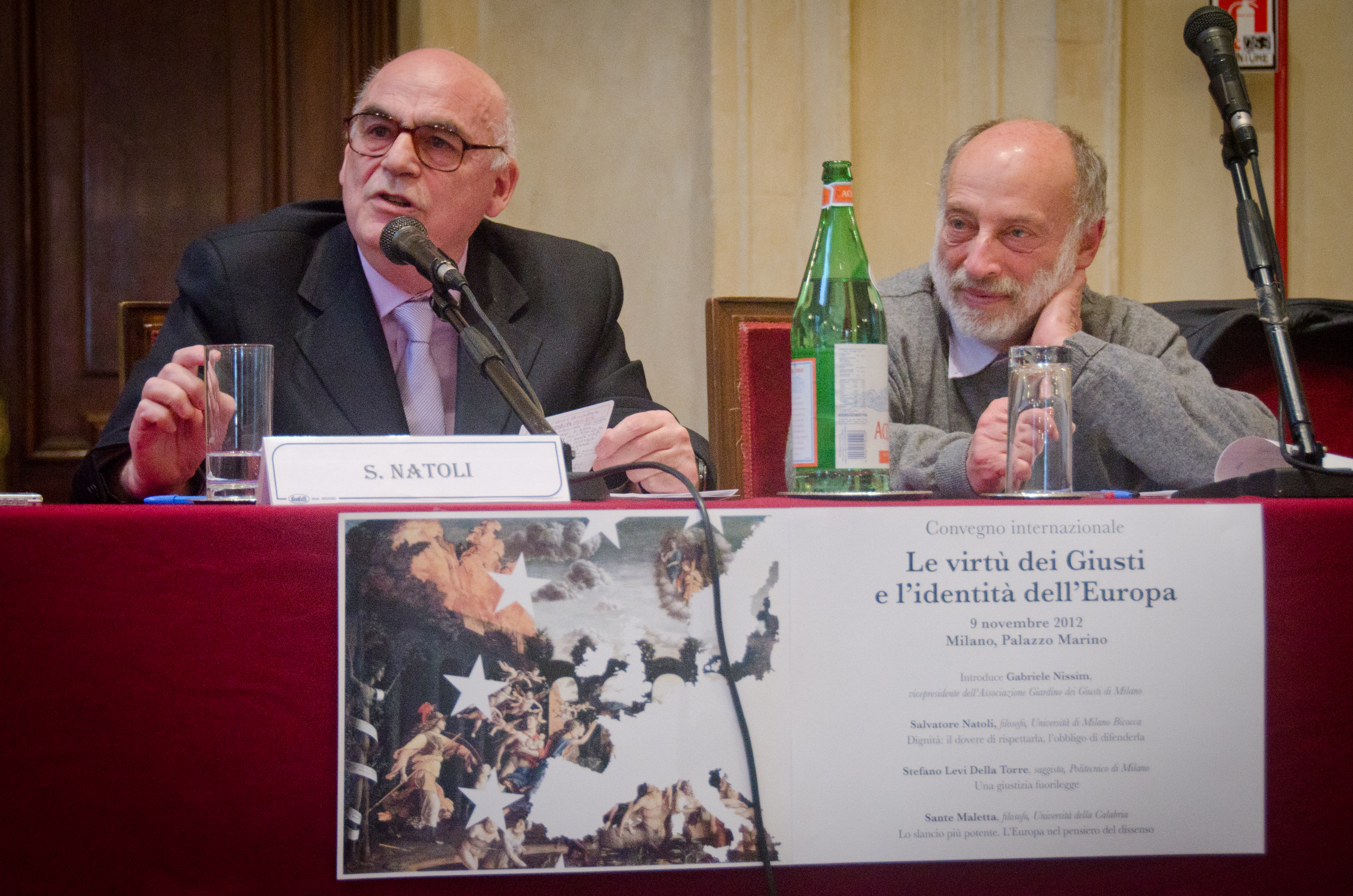
Natoli (a sinistra) al convegno Le virtù dei Giusti e l'identità dell'Europa

Salvatore Natoli (Patti, 18 settembre 1942) è un filosofo italiano.

## Biografia
Si è laureato in Filosofia presso l'Università Cattolica di Milano, che ha frequentato come interno del Collegio Augustinianum. Ha insegnato logica alla Facoltà di Lettere e filosofia dell'Università Ca' Foscari di Venezia e Filosofia della politica alla Facoltà di Scienze Politiche dell'Università degli Studi di Milano.
È stato a lungo professore ordinario di Filosofia teoretica presso la Facoltà di scienze della formazione dell'Università degli Studi di Milano-Bicocca.

## Pensiero

### Felicità terrena e salvezza senza fede
Salvatore Natoli è il propugnatore di un'etica neopagana che, riprendendo elementi del pensiero greco (in particolare, il senso del tragico), riesca a fondare - in contrapposizione con la tradizione cristiana - una felicità terrena, pur nella consapevolezza dei limiti dell'uomo e del suo essere necessariamente un ente finito.

### Filosofia del dolore
Natoli ha condotto in diverse sue opere un'approfondita e   particolare analisi sul tema del dolore.
Il dolore è parte essenziale della vita e per gli antichi filosofi greci era l'altra faccia della felicità: 
La natura infatti dava la vita e nello stesso tempo crudelmente la toglieva. Il dolore in realtà fa parte della vita ma non la nega: il dolore può essere vissuto e reso sopportabile se chi soffre percepisce non la pietà dell'altro ma che la sua sofferenza è importante per chi entra in rapporto con lui e con la sua sofferenza. Se chi soffre si sente importante per qualcuno, anche se soffre ha motivo di vivere. Se non è importante per nessuno può lasciarsi prendere dalla morte.
Secondo Natoli l'esperienza del dolore ha due aspetti: uno oggettivo, il danno («Nel momento in cui la sofferenza è motivata attraverso la colpa, colui che soffre non solo patisce il danno, ma ne diviene anche il responsabile.»); e uno soggettivo, cioè come viene vissuta e motivata la sofferenza. La stessa sofferenza è interpretata in modo differente da diverse culture: per alcune il dolore fa parte della contingenza del mondo fenomenico, dell'apparenza per altre invece, è vissuto intensamente come ad esempio nel cristianesimo dove al dolore viene associata la redenzione. Vi è una circolarità tra il dolore e il senso che fa sì che, pur essendo il dolore universale, ad ognuno appartenga un dolore diverso.
Vi è dunque un senso del dolore e un non senso che il dolore causa. Il dolore infatti contraddice la ragione che non sa darsi spiegazione del perché il dolore abbia colpito proprio quell'individuo e per quali colpe quello abbia commesso e, infine, perché il dolore travagli il mondo. Il tentativo di rispondere a queste fondamentali domande fa sì che l'individuo scopra nuove forze in lui che generino un vittorioso uomo nuovo che, partendo dall'esperienza del dolore, s'interroghi sul senso dell'esistere, tenendo sempre presente però, che il dolore può segnare anche una definitiva sconfitta.
Nel dolore l'uomo può scoprire le sue possibilità di crescita ma questo non vuol dire disprezzare il piacere, sostenendo che questo, invece, ottunde gli animi. Il piacere invece affina la sensibilità come accade per chi ascolta frequentemente una buona musica. Il piacere invece è negativo quando diventa «monomaniaco, eccessivo, quando, anziché sviluppare la sensibilità, la fossilizza in un punto di eccessiva stimolazione. E l'eccessivo stimolo distrugge l'organo.» A differenza del piacere, dell'amore che è dialogo tra due, che è espansivo e affabulatorio anche quando è silenzioso, l'esperienza del dolore chiude il singolo nella sua individualità e incomunicabilità, poiché «il corpo sano sente il mondo, il corpo malato sente il corpo. E quindi il corpo diventa una barriera tra il proprio desiderio, l'universo delle possibilità, e la realizzabilità delle medesime possibilità.»
Sebbene il dolore sia "insensato" si cerca di spiegarlo con le parole spesso inutili ed allora si cerca dapprima la parola "efficace" che offre la tecnica o la parola "efficace" della preghiera, della fede, che non annulla il dolore, ma dà una speranza nel miracolo. L'efficace uso della parola per spiegare il dolore fa sì che gli uomini trovino conforto nella comune sofferenza, in quella universalità del dolore dove però ognuno rimane nella sua singolarità di senso. La parola efficace della tecnica per un verso ha alleviato il dolore ma per un altro può creare delle condizioni di vita tali per cui la stessa tecnica controlla il dolore senza togliere la malattia, creando così un'esistenza prolungata senza futuro sotto la continua incombenza della morte:
Una soluzione all'inevitabilità del dolore può essere l'adesione a un nuovo paganesimo secondo l'antica visione greca dell'accettazione dell'esistenza del finito e della morte dell'uomo.
Anche il cristianesimo infatti teorizza l'uomo finito, ma non essere naturale destinato alla morte, ma come creatura di Dio. Per il cristiano la vita finita condotta secondo il dovere porta all'accettazione della morte come passaggio a Dio. Per il neopaganesimo la vita finita è degna di essere vissuta senza speranza di infinitezza ma vivendola secondo un ethos, che non è dovere di obbedire a un comando morale con la speranza di un premio eterno, ma buona e spontanea abitudine di una condotta consapevole dell'universale fragilità umana.

## Opere
- Soggetto e fondamento. Studi su Aristotele e Cartesio, Antenore, Padova 1979. Seconda edizione Feltrinelli, Milano 2010. ISBN 978-88-07-72211-0.
- La scienza e la critica del linguaggio (a cura di), Marsilio, Venezia 1980.
- Ermeneutica e genealogia. Filosofia e metodo in Nietzsche, Heidegger, Foucault, Feltrinelli, Milano 1981, ISBN 978-88-0750-010-7.
- L'esperienza del dolore. Le forme del patire nella cultura occidentale, Feltrinelli, Milano 1986, ISBN 88-07-08045-1.
- Giovanni Gentile filosofo europeo, Bollati Boringhieri, Torino 1989, ISBN 88-339-0499-7.
- Vita buona vita felice. Scritti di etica e politica, Feltrinelli, Milano 1990, ISBN 88-07-10128-9.
- Teatro filosofico. Gli scenari del sapere tra linguaggio e storia, Feltrinelli, Milano 1991, ISBN 88-07-10139-4.
- L'incessante meraviglia. Filosofia, espressione, verità, Lanfranchi, Milano 1993, ISBN 88-363-0035-9.
- La felicità. Saggio di teoria degli affetti, Feltrinelli, Milano 1994, ISBN 88-07-10172-6.
- I nuovi pagani, Il Saggiatore, Milano 1995, ISBN 88-428-0251-4.
- Dizionario dei vizi e delle virtù, Feltrinelli, Milano 1996, ISBN 88-07-81404-8.
- La politica e il dolore (con Leonardo Verga), EL, Roma 1996, ISBN 88-7910-717-8.
- Soggetto e fondamento. Il sapere dell'origine e la scientificità della filosofia, Bruno Mondadori, Milano 1996, ISBN 88-424-9417-8.
- Delle cose ultime e penultime. Un dialogo (con Bruno Forte), Mondadori, Milano 1997, ISBN 88-04-43386-8.
- Dialogo su Leopardi. Natura, poesia, filosofia (con Antonio Prete), Bruno Mondadori, Milano 1998, ISBN 88-424-9454-2.
- Progresso e catastrofe: dinamiche della modernità, Marinotti, Milano 1999, ISBN 88-8273-016-6.
- Dio e il divino. Confronto con il cristianesimo, Morcelliana, Brescia 1999, ISBN 88-372-1730-7.
- La politica e la virtù (con Luigi Franco Pizzolato), Lavoro, Roma 1999, ISBN 88-7910-859-X.
- La felicità di questa vita. Esperienza del mondo e stagioni dell'esistenza, Mondadori, Milano 2000, ISBN 88-04-46655-3.
- L'attimo fuggente o della felicità, Edup, Roma 2001, ISBN 88-8421-026-7.
- Stare al mondo. Escursioni nel tempo presente, Feltrinelli, Milano 2002, ISBN 88-07-17062-0.
- Il cristianesimo di un non credente, Qiqajon, Magnano 2002, ISBN 88-8227-125-0.
- Libertà e destino nella tragedia greca, Morcelliana, Brescia 2002, ISBN 88-372-1883-4.
- Stare al mondo. Escursioni nel tempo presente, Feltrinelli, Milano 2002, ISBN 88-07-17062-0.
- Parole della filosofia o dell’arte di meditare, Feltrinelli, Milano 2004, ISBN 88-07-10365-6.
- La verità in gioco. Scritti su Foucault, Feltrinelli, Milano 2005, ISBN 88-07-81839-6.
- Guida alla formazione del carattere, Morcelliana, Brescia 2006, ISBN 88-372-2093-6.
- Sul male assoluto. Nichilismo e idoli nel Novecento, Morcelliana, Brescia 2006, ISBN 88-372-2163-0.
- I dilemmi della speranza: un dialogo (con Nichi Vendola), La meridiana, Molfetta 2006, ISBN 88-89197-91-9.
- La salvezza senza fede, Feltrinelli, Milano 2007 ,ISBN 978-88-07-81948-3.
- La mia filosofia: Forme del mondo e saggezza del vivere, Ets, Pisa 2007, ISBN 978-88-467-1913-3.
- L'attimo fuggente e la stabilità del bene (contiene la Lettera a Meneceo sulla felicità di Epicuro), Edup, Roma 2007, ISBN 978-88-8421-182-8.
- Edipo e Giobbe. Contraddizione e paradosso, Morcelliana, Brescia 2008, ISBN 978-88-372-2285-7.
- La salvezza senza fede, Feltrinelli, Milano 2008, ISBN 978-88-078-1948-3.
- Dialogo sui novissimi (con Francesco Brancato), Città Aperta, Troina 2009, ISBN 978-88-8137-397-0.
- Il crollo del mondo. Apocalisse ed escatologia, Morcelliana, Brescia 2009, ISBN 978-88-372-2353-3.
- L'edificazione di sé. Istruzioni sulla vita interiore, Laterza,  Roma-Bari 2010, ISBN 978-88-420-9389-3.
- Il buon uso del mondo. Agire nell'età del rischio, Mondadori, Milano 2010, ISBN 978-88-04-59696-7.
- Figure d'Occidente. Platone, Nietzsche e Heidegger (con Massimo Donà e Carlo Sini, introduzione di Erasmo Silvio Storace), AlboVersorio, Milano 2011, ISBN 88-89130-76-8.
- Eros e Philia, AlboVersorio,Milno  2011, ISBN 978-88-89130-94-0.
- Nietzsche e il teatro della filosofia, Feltrinelli, Milano 2011, ISBN 978-88-07-72291-2.
- Le parole ultime. Dialogo sui problemi del «fine vita» (con Ivan Cavicchi, Piero Coda e altri), Dedalo, Bari 2011, ISBN 978-88-220-6317-5.
- I comandamenti. Non ti farai idolo né immagine, Il mulino, Bologna 2011, ISBN 978-88-15-15045-5.
- Le verità del corpo, AlboVersorio, Milano 2012, ISBN 978-88-97553-11-3.
- Sperare oggi (con Franco Mosconi), Il margine, Trento 2012, ISBN 978-88-6089-096-2.
- L'animo degli offesi e il contagio del male, il Saggiatore, Milano 2018, ISBN 978-88-4282-460-2
- Il posto dell'uomo nel mondo. Ordine naturale, disordine umano, Feltrinelli, Milano 2022, 978-88-0789-698-9.